# Marcel Mouloudji
Marcel Mouloudji (Párizs 4. kerülete, 1922. szeptember 16. – Neuilly-sur-Seine, 1994. június 14.) francia énekes, filmszínész. Nevezetessé vált Boris Vian, Louis Aragon, Jacques Prévert és Philippe Pauletto dalainak tolmácsolásával is.

## Pályafutása
Mouloudji apja, Saïd Mouloudji 1896-ban született francia Algériában. Apja kőműves volt, míg édesanyja, Eugénie Roux házvezetőnő. Származásukat tekintve apja kabil, anyja breton volt.
Mouloudji Párizsban nőtt fel. Eiatalon kapcsolatba került színházi és filmes körökkel. A színészettől a festészetig sokrétű képzettséget kapott. Tizenegy évesen szerepelt az első filmjében.
Kommunista apja hatására politikailag már fiatalon elkötelezett volt. A második világháború évei után a mindössze 20 éves Mouloudji már az Enrico című film forgatókönyvén dolgozott, amelyért 1945-ben megkapta a Prix de la Pléiade-ot.
Mint énekes, Mouloudji Boris Vian és Jacques Prévert tolmácsolójaként kezdte a pályát. 1951-ben rögzítette első lemezét. 1952-ben, majd 53-ban elnyerte a Charles-Cros-díjat, 1953-ban pedig a Grand Prix du Disque-t. Ugyanakkor már régen nagy népszerűségre tett szert a filmvásznon. 1954-ben jelölték a Brit Filmakadémia (BAFTA) díjára a legjobb külföldi színész kategóriában a We Are All Murderers című filmben.
Az indokínai háború alatt Mouloudji politikai elkötelezettsége művészi karrierjének visszaeséséhez vezetett. Meggyőződéses pacifistaként műsorába felvette Boris Vian Le déserteur című sanzonját, és ugyanazon a napon énekelte el, amikor Franciaország vereséget szenvedett a Điện Biên Pủ-i csatában. A rádióállomások bojkottálták a Le déserteur-t.
Bár művészileg és politikailag egyaránt aktív maradt, Mouloudji már nem tudott építeni a korábbi években elért sikereire. 1966-ban fodrászszalont nyitott, és idejét inkább a festészetnek és az írásnak szentelte. 1994. június 14-én halt meg. Visszaemlékezéseinek folytatása és egy új album munkái félbemaradtak.
Lánya, Annabelle Mouloudji énekesnőként és színésznőként lett ismert.

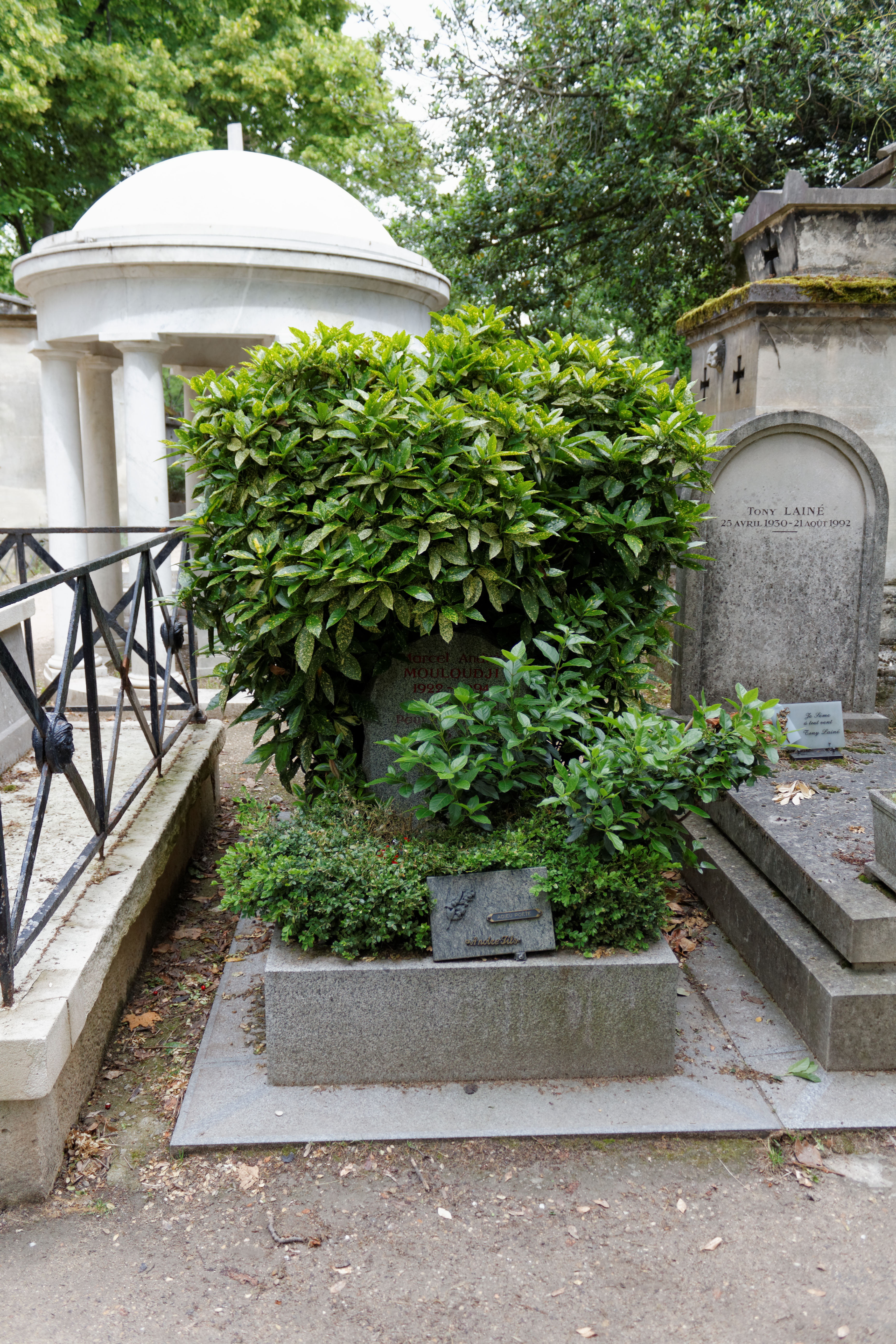
Sírja, Père-Lachaise temető

## Albumok
1953: Mouloudji chante Mouloudji

1954: Mais il y aura

1956: Chansons et complaintes

1957: Mouloudji chante Mouloudji

1959: N°5

1960: Amours et ma dame aussi

1964: Si je t'avais connue

1965: La Tendresse

1966: Complainte de la Butte

1966: Les Pin Up du pauvre − Hymne à la femme...

1967: Complaintes - Ballades

1969: Envoi de fleurs

1969: Chansons pour ma mélancolie − Complaintes pour une rose noire

1969: Dîner de têtes...

1970: Mouloudji chante Prévert

1971: Comme le dit ma concierge

1973: Paris est une fête

1973: Faut vivre

1976: Madame la môme

1976: Mouloudji chante Boris Vian

1976: Jacques Prévert chanté par Mouloudji

1977: Le Bar du temps perdu

1978: Mouloudji chante Dimey

1978: Comme une feuille en automne

1980: Inconnus... Inconnues...

1985: Jeux de dames

1987: Les Femmes

### Mouloudji legismertebb sanzonjai

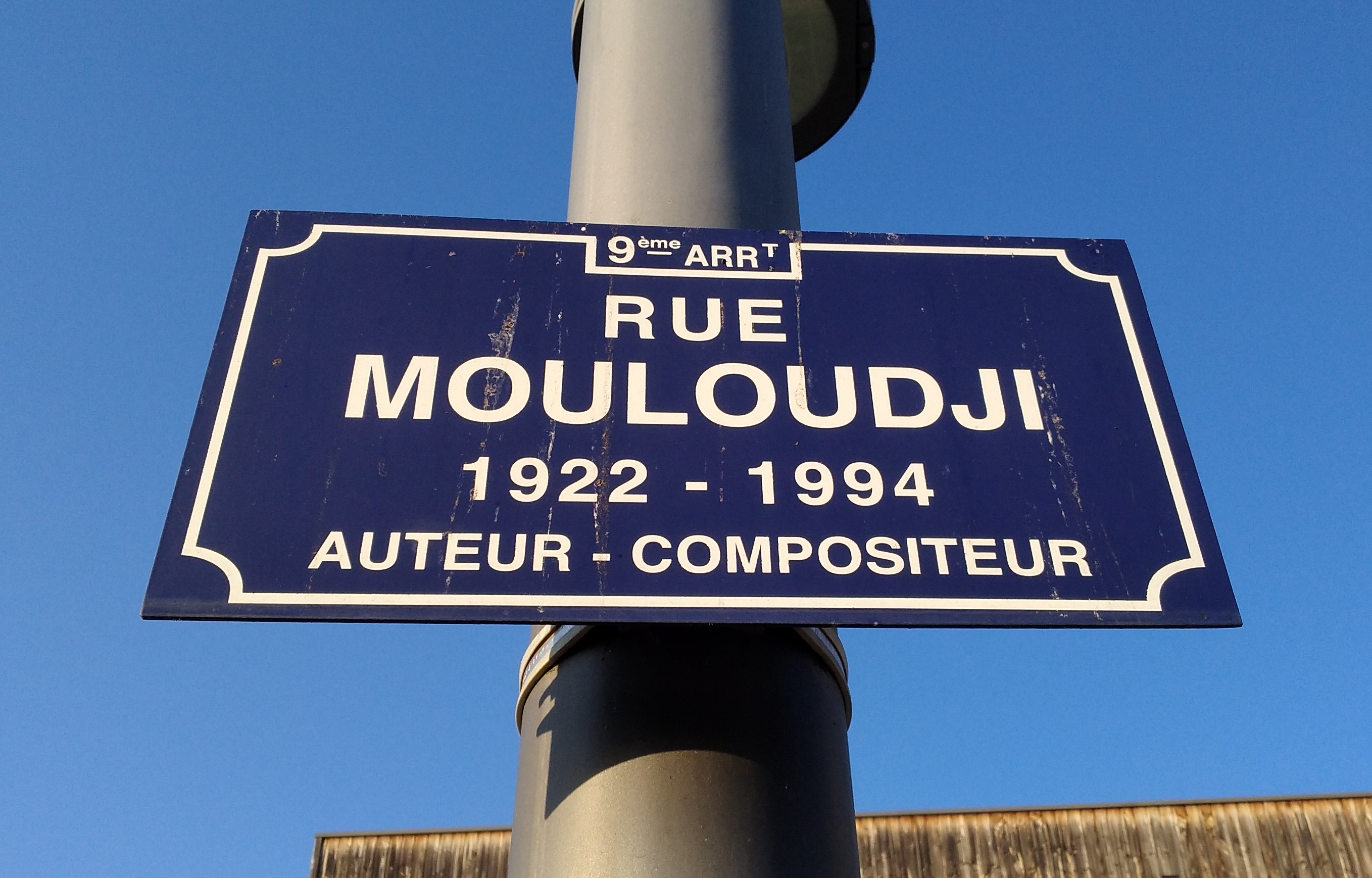
Lyon

- Comme un p’tit coquelicot
- Un jour tu verras
- Rue de Lappe
- Si tu t’imagines
- La complainte des infidèles
- Le déserteur (Boris Vian)
- Barbara (Jacques Prévert)

## Filmek
- 1936: Ménilmontant – rendezte: René Guissart
- 1936: La Guerre des gosses – rendezte: Jacques Daroy
- 1936: Jenny – rendezte: Marcel Carné
- 1937: Mirages – rendezte: Alexandre Ryder
- 1937: Claudine à l’école – rendezte: Serge de Poligny
- 1937: À Venise, une nuit – rendezte: Christian-Jaque
- 1937: Record 37 – rendezte: Jacques B. Brunius
- 1938: Les Disparues de Saint-Agil – rendezte: Christian-Jaque
- 1939: Le grand élan – rendezte: Christian-Jaque & Harry rendezte Sokal
- 1939: Les gaités de l’exposition – rendezte: Ernest Hajos
- 1940: L’Entraîneuse – rendezte: Albert Valentin
- 1941: L’Enfer des anges – rendezte: Christian-Jaque
- 1941: Premier bal – rendezte: Christian-Jaque
- 1942: Les Inconnus dans la maison – rendezte: Henri Decoin
- 1942: Les visiteurs du soir – rendezte: Marcel Carné
- 1943: Adieu Léonard – rendezte: Pierre Prévert
- 1943: Les Roquevillard – rendezte: Jean Dréville
- 1944: Vautrin – rendezte: Pierre Billon
- 1944: L’Ange de la nuit – rendezte: André Berthomieu
- 1945: Boule de suif – rendezte: Christian-Jaque
- 1945: Les Cadets de l’océan – rendezte: Jean Dréville
- 1946: Le Bataillon du ciel – rendezte: Alexander Esway
- 1947: Les jeux sont faits' – rendezte: Jean Delannoy
- 1948: La Maternelle – rendezte: Henri Diamant-Berger
- 1948: Bagarres – rendezte: Henri Calef
- 1948: Tête blonde – rendezte: Maurice Cam
- 1949: Les Eaux troublés – rendezte: Henri Calef
- 1950: Justice est faite – rendezte: André Cayatte
- 1950: La Souricière – rendezte: Henri Calef
- 1951: La maison Bonnadieu – rendezte: Carlo Rim
- 1951: Gibier de potence – rendezte: Roger Richebé
- 1952: Nous sommes tous des assassins' – rendezte: André Cayatte
- 1952: Gli uomini non guardiano il cielo – rendezte: Umberto Scarpelli
- 1952: Trois femmes – rendezte: André Michel
- 1953: La Vie d’un honnête homme – rendezte: Sacha Guitry
- 1953: La ballade des réverbères – Kurzfilm, rendezte: Pierre Gout
- 1954: Boum sur Paris – rendezte: Maurice de Canonge
- 1954: Secrets d’alcôve – rendezte: Ralph Habib
- 1955: Tout chante autour de moi – rendezte: Pierre Gout
- 1955: Les indiscrètes – rendezte: Raoul André
- 1957: Jusqu’au dernier – rendezte: Pierre Billon
- 1958: Rafles sur la ville) – rendezte: Pierre Chenal
- 1958: Llegaron dos hombres) – rendezte: Eusebio Fernández Ardavín & Arne Mattsson
- 1958: 58.2/B – rendezte: Guy Chalon
- 1960: La belle saison est proche (rövidfilm), rendezte: Jacques Barral
- 1961: La Planque – rendezte: Raoul André
- 1962: Le livre muet (rövidfilm), rendezte: Gérard Dumont
- 1977: Jacques Prévert (dokumentumfilm) – rendezte: Jean Desvilles

## Díjak
- 1952 és 1953: Charles Cros-díj
- 1953: Grand Prix du Disque
- 1954: BAFTA jelölés − legjobb külföldi színész (We Are All Murderers című film)

## Fordítás
- Ez a szócikk részben vagy egészben  a   Marcel Mouloudji című német Wikipédia-szócikk ezen változatának fordításán alapul.  Az eredeti cikk szerkesztőit annak laptörténete sorolja fel. Ez a jelzés csupán a megfogalmazás eredetét és a szerzői jogokat jelzi, nem szolgál a cikkben szereplő információk forrásmegjelöléseként.